# Eburia ovicollis
Eburia ovicollis är en skalbaggsart som beskrevs av Leconte 1873. Eburia ovicollis ingår i släktet Eburia och familjen långhorningar. Inga underarter finns listade i Catalogue of Life.